# Parco olimpico
Un parco olimpico è una struttura che ospita i giochi olimpici. Tipicamente contiene lo stadio olimpico e il centro stampa internazionale. Può contenere anche il villaggio olimpico e altri impianti sportivi, come la piscina olimpionica per i giochi estivi o l'impianto dell'hockey su ghiaccio per quelli invernali. Il parco olimpico fa parte delle strutture che rimangono nella città olimpica dopo la fine dei giochi e può quindi contenere un parco urbano, un museo o un'altra struttura commemorativa dei giochi.
Il comitato organizzatore dei giochi del 1908 specificò "Per quanto possibile, tutte le gare, tra cui nuoto, tiro con l'arco, scherma, lotta, ecc., si terranno nello stesso luogo in cui sarà eretto l'anfiteatro per l'atletica leggera e il ciclismo."
Non tutti i giochi hanno un complesso centralizzato di questo genere. I giochi olimpici invernali del 1992 e del 2010 avevano impianti molto dispersi; gli impianti dei giochi del 2016 saranno divisi in quattro aree.

## Elenco
| Giochi                       | Città             | Parco                                       | Note                                                                    |
| ---------------------------- | ----------------- | ------------------------------------------- | ----------------------------------------------------------------------- |
| Giochi estivi 1896           | Atene             | Giardino nazionale di Atene                 | Ospitò anche i Giochi olimpici intermedi del 1906.                      |
| Giochi estivi intermedi 1906 | Atene             | Giardino nazionale di Atene                 | Ospitò anche i Giochi olimpici del 1896.                                |
| Giochi estivi 1908           | Londra            | White City                                  | Ospitò anche l'Esposizione Franco-Britannica del 1908.                  |
| Giochi estivi 1956           | Melbourne         | Melbourne Sports and Entertainment Precinct | L'Olympic Park Stadium fu chiamato così nel 1934, ben prima dei giochi. |
| Giochi estivi 1960           | Roma              | Foro Italico                                |                                                                         |
| Giochi estivi 1964           | Tokyo             | Meiji Olympic Park                          |                                                                         |
| Giochi estivi 1968           | Città del Messico | Magdalena Mixhuca Sports City               |                                                                         |
| Giochi estivi 1972           | Monaco            | Olympiapark                                 |                                                                         |
| Giochi estivi 1976           | Montréal          | Olympic Park                                |                                                                         |
| Giochi estivi 1980           | Mosca             | Luzhniki Olympic Complex                    |                                                                         |
| Giochi invernali 1988        | Calgary           | Canada Olympic Park                         |                                                                         |
| Giochi estivi 1988           | Seul              | Olympic Park                                |                                                                         |
| Giochi estivi 1992           | Barcellona        | Anella Olímpica                             |                                                                         |
| Giochi invernali 1994        | Lillehammer       | Stampesletta                                |                                                                         |
| Giochi estivi 1996           | Atlanta           | Centennial Olympic Park                     |                                                                         |
| Giochi estivi 2000           | Sydney            | Sydney Olympic Park                         |                                                                         |
| Giochi invernali 2002        | Salt Lake City    | Utah Olympic Park                           |                                                                         |
| Giochi estivi 2004           | Atene             | Athens Olympic Sports Complex               |                                                                         |
| Giochi invernali 2006        | Torino            | Torino Olympic Park                         |                                                                         |
| Giochi estivi 2008           | Pechino           | Olympic Green                               |                                                                         |
| Giochi estivi 2012           | Londra            | Olympic Park                                | Fu ribattezzato "Queen Elizabeth Olympic park" nel 2013.                |
| Giochi estivi 2016           | Rio de Janeiro    | Parco olimpico di Rio de Janeiro            |                                                                         |
| Giochi invernali 2018        | Pyeongchang       | Parco Olimpico di Gangneung                 |                                                                         |